# حسین بی‌لی (بردع)
حسین بی‌لی (به لاتین: Hüseynbəyli) یک منطقه مسکونی در جمهوری آذربایجان است که در شهرستان بردع واقع شده‌است. حسین بی‌لی ۴۰۷ نفر جمعیت دارد.